# Брандовил (Пенсилванија)
Брандовил (енгл. Brandonville) насељено је место без административног статуса у америчкој савезној држави Пенсилванија.

## Демографија
По попису из 2010. године број становника је 197, што је 20 (-9,2%) становника мање него 2000. године.
| Група             | 2000.        | 2010.        |
| Белци             | 217 (100,0%) | 197 (100,0%) |
| Афроамериканци    | 0 (0,0%)     | 0 (0,0%)     |
| Азијати           | 0 (0,0%)     | 0 (0,0%)     |
| Хиспаноамериканци | 0 (0,0%)     | 0 (0,0%)     |
| Укупно            | 217          | 197          |